# 100 mètres féminin aux championnats du monde d'athlétisme 2019
Pour un article plus général, voir Championnats du monde d'athlétisme 2019.
Navigation
Londres 2017 Eugene 2022
L'épreuve du 100 mètres féminin des championnats du monde de 2019 se déroule les 28 et 29 septembre 2019 dans le Khalifa International Stadium, au Qatar. 

## Records et performances

### Records
Les records du 100 m femmes (mondial, des championnats et par continent) étaient avant les championnats 2019 les suivants :
| Record du monde           | Florence Griffith Joyner | 10 s 49 | Indianapolis, États-Unis | 16 juillet 1988 |
| Record des championnats   | Marion Jones             | 10 s 70 | Séville, Espagne         | 22 août 1999    |
| Record d'Afrique          | Murielle Ahouré          | 10 s 78 | Montverde, États-Unis    | 11 juin 2016    |
| Record d'Asie             | Li Xuemei                | 10 s 79 | Shanghai, Chine          | 18 octobre 1997 |
| Record d'Amérique du Nord | Florence Griffith Joyner | 10 s 49 | Indianapolis, États-Unis | 16 juillet 1988 |
| Record d'Amérique du Sud  | Rosângela Santos         | 10 s 91 | Londres, Grande-Bretagne | 6 août 2017     |
| Record d'Europe           | Christine Arron          | 10 s 73 | Budapest, Hongrie        | 19 août 1998    |
| Record d'Océanie          | Melissa Breen            | 11 s 11 | Canberra                 | 9 février 2014  |

### Meilleures performances de l'année 2019
Les dix athlètes les plus rapides de l'année sont, avant les championnats, les suivantes. 
| 1  | Elaine Thompson         | Jamaïque      | 10 s 73 | Kingston   | 21 juin 2019     |
| 1  | Shelly-Ann Fraser-Pryce | Jamaïque      | 10 s 73 | Kingston   | 21 juin 2019     |
| 3  | Sha'Carri Richardson    | États-Unis    | 10 s 75 | Austin     | 8 juin 2019      |
| 4  | Dina Asher-Smith        | Jamaïque      | 10 s 88 | Bruxelles  | 6 septembre 2019 |
| 5  | Marie-Josée Ta Lou      | Côte d'Ivoire | 10 s 93 | Lausanne   | 5 juillet 2019   |
| 6  | Briana Williams         | Jamaïque      | 10 s 94 | Kingston   | 21 juin 2019     |
| 7  | Kayla White             | États-Unis    | 10 s 95 | Austin     | 8 juin 2019      |
| 8  | Twanisha Terry          | États-Unis    | 10 s 98 | Austin     | 8 juin 2019      |
| 9  | Teahna Daniels          | États-Unis    | 10 s 99 | Sacramento | 24 mai 2019      |
| 10 | Mujinga Kambundji       | Suisse        | 11 s 00 | Bâle       | 23 août 2019     |

## Critères de qualification
Pour se qualifier pour les championnats, il faut avoir réalisé 11 s 24 ou moins entre le 7 septembre 2018 et le 6 septembre 2019.

## Médaillées
| Or                      | Argent           | Bronze             |
| Shelly-Ann Fraser-Pryce | Dina Asher-Smith | Marie-Josée Ta Lou |

## Résultats

### Finale
| Rang               | Couloir | Athlète                 | Pays          | Temps   | Notes |
| ------------------ | ------- | ----------------------- | ------------- | ------- | ----- |
| Médaille d'or      | 6       | Shelly-Ann Fraser-Pryce | Jamaïque      | 10 s 71 | WL    |
| Médaille d'argent  | 7       | Dina Asher-Smith        | Royaume-Uni   | 10 s 83 | NR    |
| Médaille de bronze | 4       | Marie-Josée Ta Lou      | Côte d'Ivoire | 10 s 90 |       |
| 4                  | 5       | Elaine Thompson         | Jamaïque      | 10 s 93 |       |
| 5                  | 8       | Murielle Ahouré         | Côte d'Ivoire | 11 s 02 | SB    |
| 6                  | 9       | Jonielle Smith          | Jamaïque      | 11 s 06 |       |
| 7                  | 3       | Teahna Daniels          | États-Unis    | 11 s 19 |       |
| -                  | 2       | Dafne Schippers         | Pays-Bas      | DNS     | DNS   |

### Demi-finales
Les 2 premières de chaque demi-finale (Q) plus les 2 meilleurs temps (q) se qualifient pour la finale.
| Rang | Série | Athlète                 | Nationalité       | Temps   | Notes |
| ---- | ----- | ----------------------- | ----------------- | ------- | ----- |
| 1    | 3     | Shelly-Ann Fraser-Pryce | Jamaïque          | 10 s 81 | Q     |
| 2    | 1     | Marie-Josée Ta Lou      | Côte d'Ivoire     | 10 s 87 | Q     |
| 3    | 2     | Dina Asher-Smith        | Royaume-Uni       | 10 s 87 | Q, SB |
| 4    | 1     | Elaine Thompson         | Jamaïque          | 11 s 00 | Q     |
| 5    | 3     | Murielle Ahouré         | Côte d'Ivoire     | 11 s 05 | Q, SB |
| 6    | 2     | Jonielle Smith          | Jamaïque          | 11 s 06 | Q     |
| 7    | 3     | Dafne Schippers         | Pays-Bas          | 11 s 07 | q     |
| 8    | 1     | Teahna Daniels          | États-Unis        | 11 s 10 | q     |
| 9    | 2     | Mujinga Kambundji       | Suisse            | 11 s 10 |       |
| 10   | 2     | Morolake Akinosun       | États-Unis        | 11 s 17 | SB    |
| 11   | 1     | Daryll Neita            | Royaume-Uni       | 11 s 18 |       |
| 12   | 3     | Kelly-Ann Baptiste      | Trinité-et-Tobago | 11 s 19 |       |
| 13   | 2     | Liang Xiaojing          | Chine             | 11 s 20 |       |
| 14   | 1     | Tynia Gaither           | Bahamas           | 11 s 20 |       |
| 15   | 1     | Gina Bass               | Gambie            | 11 s 20 |       |
| 16   | 2     | Ewa Swoboda             | Pologne           | 11 s 27 |       |
| 17   | 1     | Wei Yongli              | Chine             | 11 s 28 |       |
| 18   | 3     | Tatjana Pinto           | Allemagne         | 11 s 29 |       |
| 19   | 2     | Crystal Emmanuel        | Canada            | 11 s 29 |       |
| 20   | 1     | Gina Lückenkemper       | Allemagne         | 11 s 30 |       |
| 21   | 3     | Ge Manqi                | Chine             | 11 s 31 |       |
| 22   | 3     | Imani-Lara Lansiquot    | États-Unis        | 11 s 35 |       |
| -    | 2     | English Gardner         | États-Unis        | DNF     | DNF   |
| -    | 3     | Tori Bowie              | États-Unis        | DNS     | DNS   |

### Séries
Les 3 premiers de chaque série (Q) plus les 6 meilleurs temps (q) se qualifient les demi-finales.
| Rang | Série | Athlète                 | Nationalité            | Temps   | Notes |
| ---- | ----- | ----------------------- | ---------------------- | ------- | ----- |
| 1    | 1     | Shelly-Ann Fraser-Pryce | Jamaïque               | 10 s 80 | Q     |
| 2    | 2     | Marie-Josée Ta Lou      | Côte d'Ivoire          | 10 s 85 | Q, PB |
| 3    | 4     | Dina Asher-Smith        | Royaume-Uni            | 10 s 96 | Q     |
| 4    | 1     | Murielle Ahouré         | Côte d'Ivoire          | 11 s 05 | Q, SB |
| 5    | 2     | Daryll Neita            | Royaume-Uni            | 11 s 12 | Q, PB |
| 6    | 3     | Elaine Thompson         | Jamaïque               | 11 s 14 | Q     |
| 7    | 5     | Mujinga Kambundji       | Suisse                 | 11 s 17 | Q     |
| 8    | 6     | Dafne Schippers         | Pays-Bas               | 11 s 17 | Q     |
| 9    | 5     | Liang Xiaojing          | Chine                  | 11 s 18 | Q     |
| 10   | 2     | Tatjana Pinto           | Allemagne              | 11 s 19 | Q     |
| 11   | 4     | English Gardner         | États-Unis             | 11 s 20 | Q     |
| 12   | 6     | Teahna Daniels          | États-Unis             | 11 s 20 | Q     |
| 13   | 4     | Jonielle Smith          | Jamaïque               | 11 s 20 | Q     |
| 14   | 3     | Kelly-Ann Baptiste      | Trinité-et-Tobago      | 11 s 21 | Q     |
| 15   | 3     | Morolake Akinosun       | États-Unis             | 11 s 23 | Q     |
| 16   | 4     | Tynia Gaither           | Bahamas                | 11 s 24 | q     |
| 17   | 6     | Gina Bass               | Gambie                 | 11 s 25 | Q     |
| 18   | 2     | Wei Yongli              | Chine                  | 11 s 28 | q     |
| 19   | 3     | Ge Manqi                | Chine                  | 11 s 28 | q     |
| 20   | 1     | Gina Lückenkemper       | Allemagne              | 11 s 29 | Q     |
| 21   | 1     | Ewa Swoboda             | Pologne                | 11 s 29 | q     |
| 22   | 5     | Tori Bowie              | États-Unis             | 11 s 30 | Q     |
| 23   | 2     | Crystal Emmanuel        | Canada                 | 11 s 30 | q     |
| 24   | 6     | Imani-Lara Lansiquot    | Royaume-Uni            | 11 s 31 | q     |
| 25   | 4     | Maja Mihalinec          | Slovénie               | 11 s 32 |       |
| 26   | 6     | Rosângela Santos        | Brésil                 | 11 s 32 |       |
| 27   | 3     | Orlann Ombissa-Dzangue  | France                 | 11 s 34 |       |
| 28   | 3     | Asha Philip             | Royaume-Uni            | 11 s 35 |       |
| 29   | 6     | Ajla Del Ponte          | Suisse                 | 11 s 36 |       |
| 30   | 1     | Diana Vaisman           | Israël                 | 11 s 39 |       |
| 31   | 6     | Olga Safronova          | Kazakhstan             | 11 s 40 |       |
| 32   | 5     | Ángela Tenorio          | Équateur               | 11 s 40 |       |
| 33   | 5     | Vitória Cristina Rosa   | Brésil                 | 11 s 41 |       |
| 34   | 1     | Tebogo Mamathu          | Afrique du Sud         | 11 s 42 |       |
| 35   | 2     | Marije van Hunenstijn   | Pays-Bas               | 11 s 48 |       |
| 36   | 4     | Salomé Kora             | Suisse                 | 11 s 48 |       |
| 37   | 3     | Dutee Chand             | Inde                   | 11 s 48 |       |
| 38   | 4     | Lorène Bazolo           | Portugal               | 11 s 51 |       |
| 39   | 5     | Zoe Hobbs               | Nouvelle-Zélande       | 11 s 58 |       |
| 40   | 5     | Hellen Makumba          | Zambie                 | 11 s 73 |       |
| 41   | 2     | Inna Eftimova           | Bulgarie               | 11 s 79 |       |
| 42   | 1     | Andrea Purica           | Venezuela              | 11 s 96 |       |
| 43   | 6     | Loi Im Lan              | Macao                  | 12 s 10 |       |
| 44   | 2     | Gorete Semedo           | Sao Tomé-et-Principe   | 12 s 17 |       |
| 45   | 4     | Charlotte Afriat        | Monaco                 | 12 s 67 |       |
| 46   | 1     | Sarswati Chaudhary      | Népal                  | 12 s 72 | NR    |
| 47   | 3     | Zarinae Sapong          | Îles Mariannes du Nord | 13 s 14 |       |
| —    | 5     | Blessing Okagbare       | Nigeria                | DNS     | DNS   |

## Légende
Records et Performances
- AR : Record continental (area record)
- CR : Record des championnats (championship record)
- MR : Record du meeting (meet record)
- NR : Record national (national record)
- OR : Record olympique (olympic record)
- PR : Record paralympique (paralympic record)
- PB : Record personnel (personal best)
- SB : Meilleure performance personnelle de la saison (season's best)
- WL : Meilleure performance mondiale de l'année (world leader)
- WJR : Record du monde junior (world junior record)
- WR : Record du monde (world record)

Circonstances et Conditions
- DNF : N'a pas terminé (did not finish)
- DNS : N'a pas pris le départ (did not start)
- DQ : Disqualification (disqualification)
- NM : Aucun essai valable enregistré (No Mark)
- Q : Qualifié « directement » au prochain tour (ou à la prochaine compétition), lors d'une compétition majeure, grâce au classement ou à la réalisation des minima (automatic qualifier)
- q : Qualifié au prochain tour (ou à la prochaine compétition), lors d'une compétition majeure, grâce au repêchage ou à la réalisation de l'une des meilleures performances parmi celles des « non qualifiés directement » (grâce au meilleur temps ou à la meilleure distance par exemple) (secondary qualifier)